# BKK advita
Die BKK advita war eine deutsche gesetzliche Krankenversicherung aus der Gruppe der Betriebskrankenkassen mit Sitz in Mainz und der Hauptverwaltung in Alzey. Sie war eine Körperschaft des öffentlichen Rechts und sah sich selbst als nachhaltig ökologische Krankenkasse mit präventiver Ausrichtung. Am 1. Oktober 2017 fusionierte sie mit der BKK24.
Der erste Vorläufer der heutigen Kasse wurde 1875 für die Beschäftigten der Optischen Werkstätte von Carl Zeiss in Jena gegründet. Eine erste Fusion von 5 Betriebskrankenkassen der Carl-Zeiss-Stiftung erfolgte 1995 zur BKK SCHOTT-ZEISS.
Der Vorläufer advita BKK wurde 1894 für die Beschäftigten der Pegnitzer Armaturen- und Maschinenfabrik AG gegründet. Dieses Unternehmen ist mittlerweile Teil der KSB Aktiengesellschaft, so dass es sich vor 1995 um deren Betriebskrankenkasse handelte. Nach Fusionen im Jahr 1995 war die Kasse seit 2000 bundesweit geöffnet und firmierte unter dem Namen advita BKK. 2007 hatte sie mit ca. 10.000 Versicherten ihren Sitz in Frankenthal und Geschäftsstellen in Pegnitz und Halle (Saale).
Zum 1. Januar 2009 fusionierte die advita BKK mit der BKK Schott-Zeiss zur BKK advita.

## Verbreitungsgebiet
Der BKK advita konnten im November 2011 pflichtversicherte (z. B. Arbeitnehmer) und freiwillig versicherte (z. B. Selbstständige) Personen sowie deren mitversicherte Familienangehörige aus den folgenden Bundesländern beitreten:
Baden-Württemberg
- Bayern
- Berlin
- Brandenburg
- Bremen
- Hamburg
- Hessen
- Mecklenburg-Vorpommern
- Niedersachsen
- Nordrhein-Westfalen
- Rheinland-Pfalz
- Saarland
- Sachsen
- Sachsen-Anhalt
- Thüringen
Zuletzt war die Kasse in Deutschland bundesweit geöffnet.

## Selbstverwaltung
Als Organ der Selbstverwaltung hatte die BKK advita einen Verwaltungsrat. Dieser war mit 14 Personen paritätisch aus den beiden Bereichen der Arbeitgebervertretung und Versichertenvertretung besetzt.
Der Verwaltungsrat bestimmt u. a. über die Besetzung des Vorstandspostens und hat maßgeblichen Einfluss auf Regelungen, die der Selbstbestimmung unterliegen (aus dem Leistungs- bzw. Beitragsbereich).

## Leistungen
Als Krankenkasse bot die BKK advita generell alle Leistungen an, die das Fünfte Buch Sozialgesetzbuch vorsieht. Darüber hinaus gab es Angebote aus den Bereichen: Wahltarife (Selbstbehalttarife, Wahltarif Prämie bei Leistungsfreiheit, Tarife mit Kostenerstattung, Bonustarife für gesundheitsbewusstes Verhalten), Integrierte Versorgung (IGV), Bonusprogramme, Programme für chronisch kranke (Disease-Management-Programme: Diabetes mellitus Typ 1; Diabetes mellitus Typ 2; Brustkrebs; Koronare Herzkrankheiten; Asthma bronchiale; chronisch obstruktive Lungenerkrankungen), alternative Heilmethoden, Zahngesundheit (Professionelle Zahnreinigung, Zahnersatz).

## Beiträge
Seit 1. Januar 2009 werden die Beitragssätze vom Gesetzgeber einheitlich vorgegeben. Die BKK advita erhob seit dem 1. Januar 2010 bis 30. Juni 2011 einen einkommensunabhängigen Kassenindividueller Zusatzbeitrag i. H. v. 8,00 Euro pro Monat und vom 1. Juli 2011 bis 31. März 2012 i. H. v. 6,50 Euro pro Monat. Ab 1. Januar 2015 erhob sie einen einkommensabhängigen Zusatzbeitrag i. H. v. 0,9 Prozent des beitragspflichtigen Einkommens.

## Zusatzversicherung
Über einen Kooperationspartner konnten Versicherte folgende Bereiche zusätzlich absichern: Ausland; Zahn; ambulant; stationär; Alternative Heilmethoden; weitere (Pflege, KTG); Heilpraktikerbehandlung; Sehhilfe.

## Umweltmanagementsystem
Seit Dezember 2011 war die BKK advita die erste nachweislich nach DIN EN ISO 14001:2004 zertifizierte Krankenkasse in Deutschland. Das bedeutet, die BKK advita betrieb aktiv ein Umweltmanagementsystem und lässt dies jährlich im Rahmen von Audits durch externe Stellen überprüfen.